# Pseudotaranis
Pseudotaranis is een geslacht van weekdieren uit de klasse van de Gastropoda (slakken).

## Soorten
- Pseudotaranis hyperia (Dall, 1919)
- Pseudotaranis strongi (Arnold, 1903)